# 멀린 홀랜드

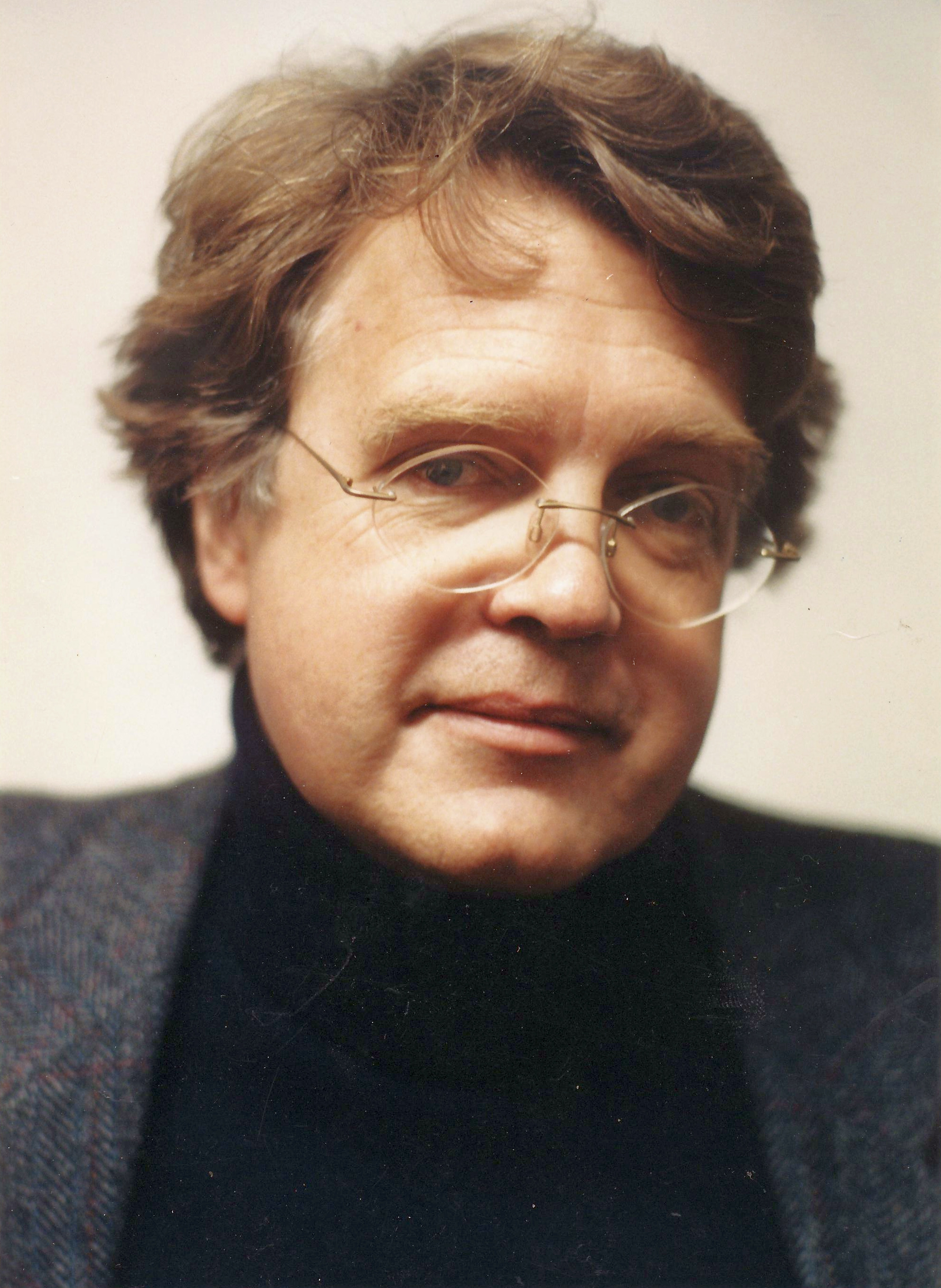
멀린 홀랜드

크리스토퍼 멀린 비비언 홀랜드(영어: Christopher Merlin Vyvyan Holland, 1945년 1월 17일 ~ )는 잉글랜드의 전기 작가이다.

## 생애
잉글랜드 런던에서 작가인 비비언 홀랜드와 그의 2번째 아내인 셀마 비샌트의 아들로 태어났으며 오스카 와일드와 콘스탠스 로이드의 유일한 손자이기도 하다. 멀린 홀랜드의 어머니인 셀마 비샌트는 오스트레일리아 출신의 미용사로서 1940년대 중반부터 약 10년 동안 엘리자베스 2세 여왕의 미용 고문으로 활동했다. 멀린 홀랜드의 외할머니인 콘스탠스 로이드는 1895년에 오스카 와일드가 동성애 혐의로 유죄 판결을 받게 되자 사생활 보호를 위해 자녀의 성을 홀랜드로 바꿨다.
멀린 홀랜드는 30년 넘게 오스카 와일드의 생애를 연구했으며 자신의 두 번째 아내와 결혼한 이후에는 프랑스 부르고뉴 지방에 거주했다. 1998년에는 한동안 공개되지 않았던 오스카 와일드의 사진이 수록된 《와일드 앨범》(The Wilde Album)을 출간했다. 2003년에는 1895년에 작성된 오스카 와일드의 무삭제 판결문 원본이 수록된 《아일랜드 공작과 스칼렛 후작》(Irish Peacock and Scarlet Marquess)을 출간했고 2004년에는 《오스카 와일드의 진짜 재판》(The Real Trial of Oscar Wilde)을 출간했다.